# Застава Бразила
Застава Бразила се састоји од зелене подлоге на чијем средишњем делу се налази велики жути ромб а унутар ромба се налази плави круг са белим звездама у пет различитих величина и заобљене беле траке преко њих. Унутар траке је исписан мото Ordem e Progresso (португалски Ред и напредак)
Модерна верзија заставе је званично усвојена 19. новембра 1889. године. Концепт је осмислио Рејмундо Тексиера Мендес у сарадњи са Мигелом Лемосом и Мануелом Перера Реисом. Верзија са 27 звездица је усвојена 12. маја 1992. године.

## Галерија
- Застава Краљевине Бразила
- Застава Царевине Бразила
(1847−1889)
- Стандарта председника Бразила
- Стандарта потпредседника Бразила